# باتريك فرينش
باتريك فرينش (بالإنجليزية: Patrick French)‏ هو مؤرخ وكاتب بريطاني، ولد في 1966.